# 消息 (クルアーン)
『消息』とは、クルアーンにおける第78番目の章（スーラ）。40の節（アーヤ）から成る。マッカ啓示に分類される。

## 内容
審判の日における賞罰について述べられる。